# Tvøroyri
Tvøroyri (Deens: Tværå) is het belangrijkste dorp op het eiland Suðuroy van de Faeröer. Het vormt samen met de dorpen Froðba en Trongisvágur een lintvormige agglomeratie langs de Trongisvágsfjørdur.

## Beschrijving
Tvøroyri is schilderachtig gelegen aan de noordoever van de fjord Trongisvágsfjørdur en wordt begrensd door de dorpen Trongisvágur in het westen en (overigens veel oudere) Froðba in het oosten. Tvøroyri ligt aan de oostkust van het eiland, zoals vrijwel elk ander dorp op Suðuroy.
De veerboot vanuit Tórshavn legt aan bij Drelnes, tegenover Tvøroyri op de zuidoever van de fjord aan de voet van de berg Árnafjall. 
Midden in het dorpje, vlak aan de kade, lig het hotel Tvøroyri. Tussen het hotel en de kade ligt een bestraat plein waar in het verleden vis werd gedroogd. De oude pakhuizen die aan de droogplaats en de kade liggen behoorden ooit tot de monopolistische handelscompagnie die hier tussen 1836 en 1856 een filiaal bezat. Het dorp Tvøroyri is feitelijk rondom dit handelsfiliaal heen gegroeid. Nadat de handelscompagnie in 1856 werd opgeheven, bloeide het bedrijfsleven in Tvøroyri pas echt op en een van deze bedrijven ontwikkelde zicht tot het grootste van de Faeröer met 20 filialen en 30 schepen in bezit. In de omgeving van de kade ligt het plaatselijke museum, dat voorzien is van een grasdak.
In Tvøroyri staat een grote visfabriek waar filets worden geproduceerd. De fabriek werd opgericht in 1975.
De kerk van Tvøroyri aan de oostkant van het dorp en hoog op een helling bovenaan het dorp gelegen en is van verre al zichtbaar. De kerk werd in Noorwegen als houten bouwpakket samengesteld, naar Tvøroyri verscheept en hier weer opgebouwd in 1907. De oude kerk van Tvøroyri verhuisde naar het dorp Sandvík in het noorden van het eiland.
Tvøroyri en Vágur wisselen elkaar elk jaar af met een viering van een jaarlijks midzomerfeest, de zogenoemde Jóansøka. Dit is een soort Ólavsøka in het klein. Dit feest vindt elk jaar plaats op het weekend dat het dichtste bij 24 juni valt (Sint Jan).
Jóannes Eidesgaard, tussen 2004 en 2008 minister-president van de Faeröer, is geboren in Tvøroyri.

## Sportverenigingen
- Voetbalclub: TB (Tvøroyrar Bóltfelag)
- Roeiclub: Tvøroyrar Ródrarfelag

## Foto's

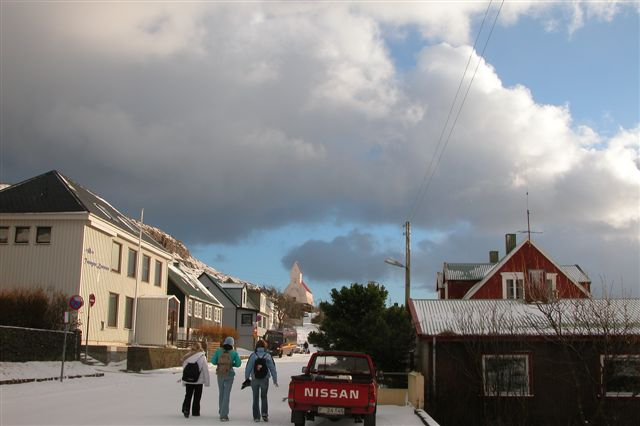
Winter: 19 november 2004
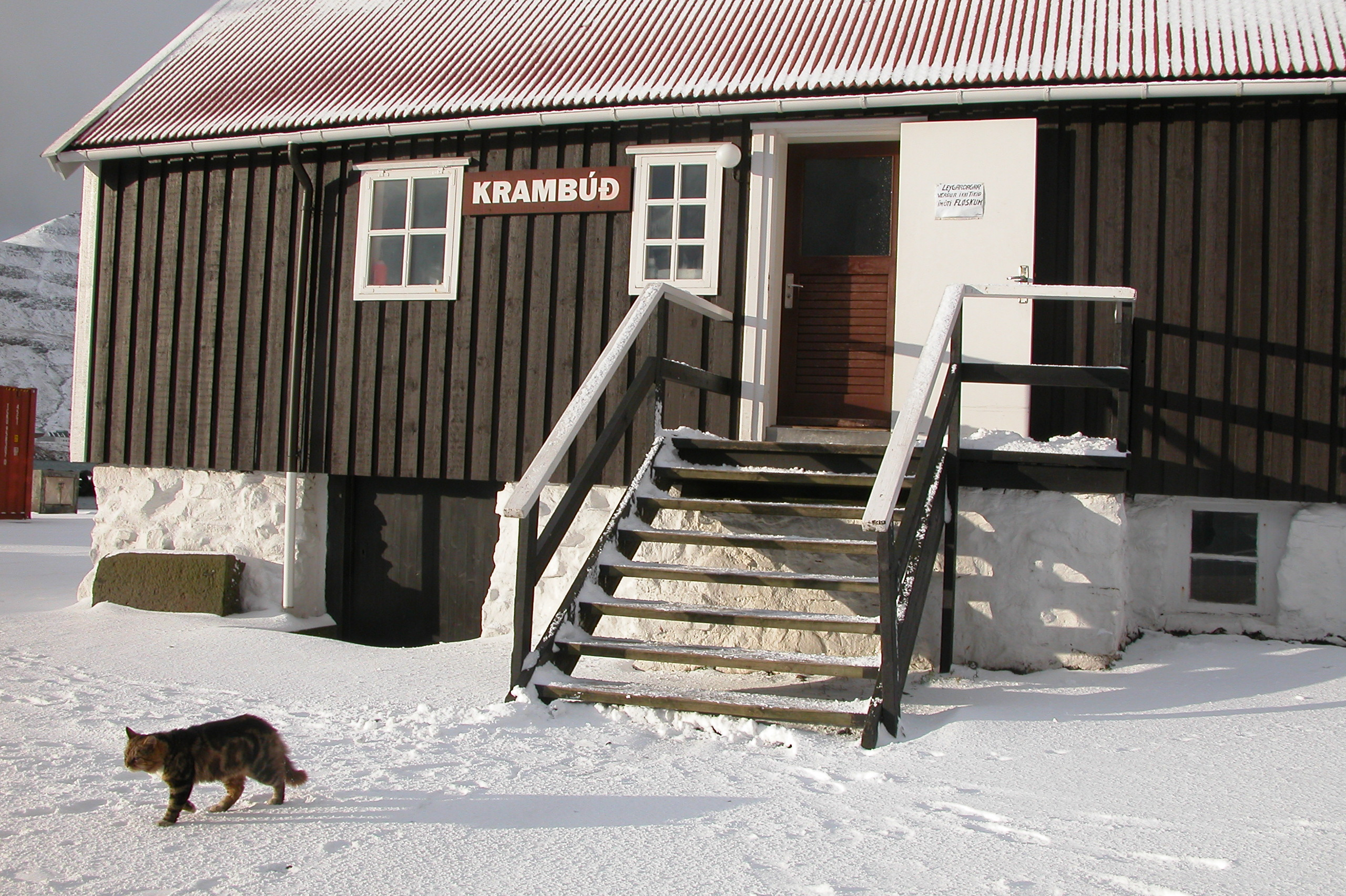
Winkeltje in Tvøroyri
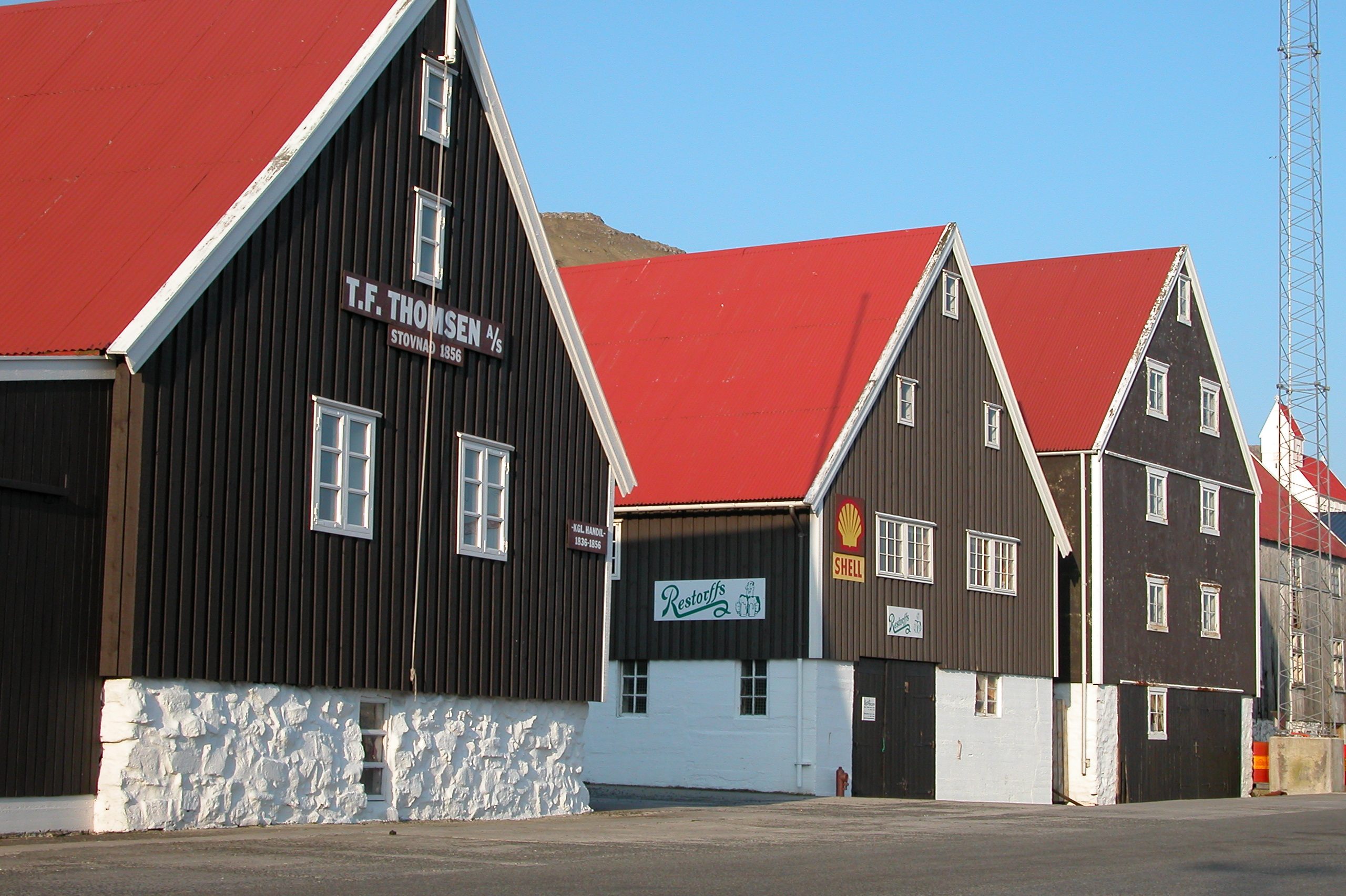
Pakhuizen in Tvøroyri
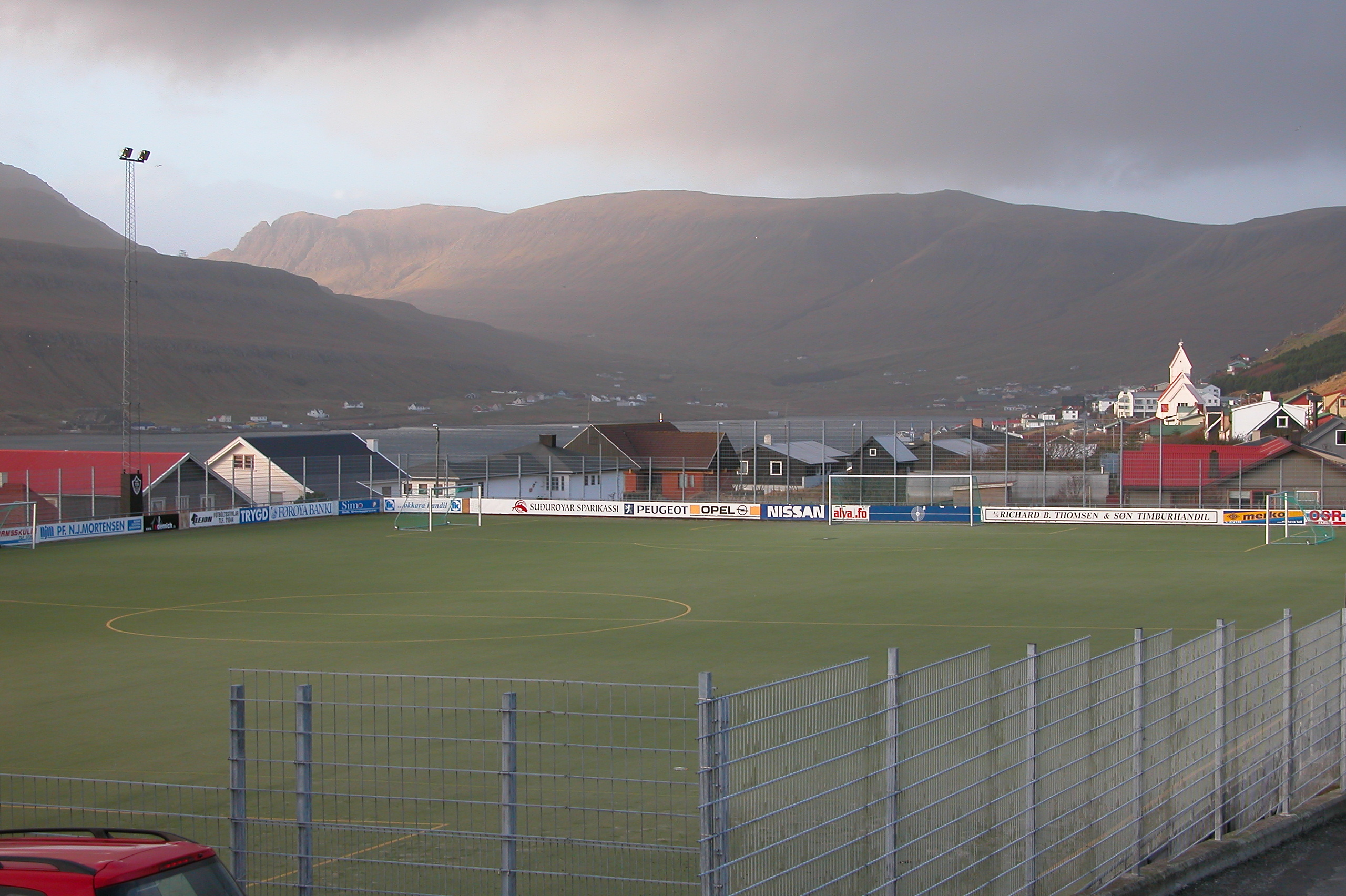
Het voetbalveld van Tvøroyri
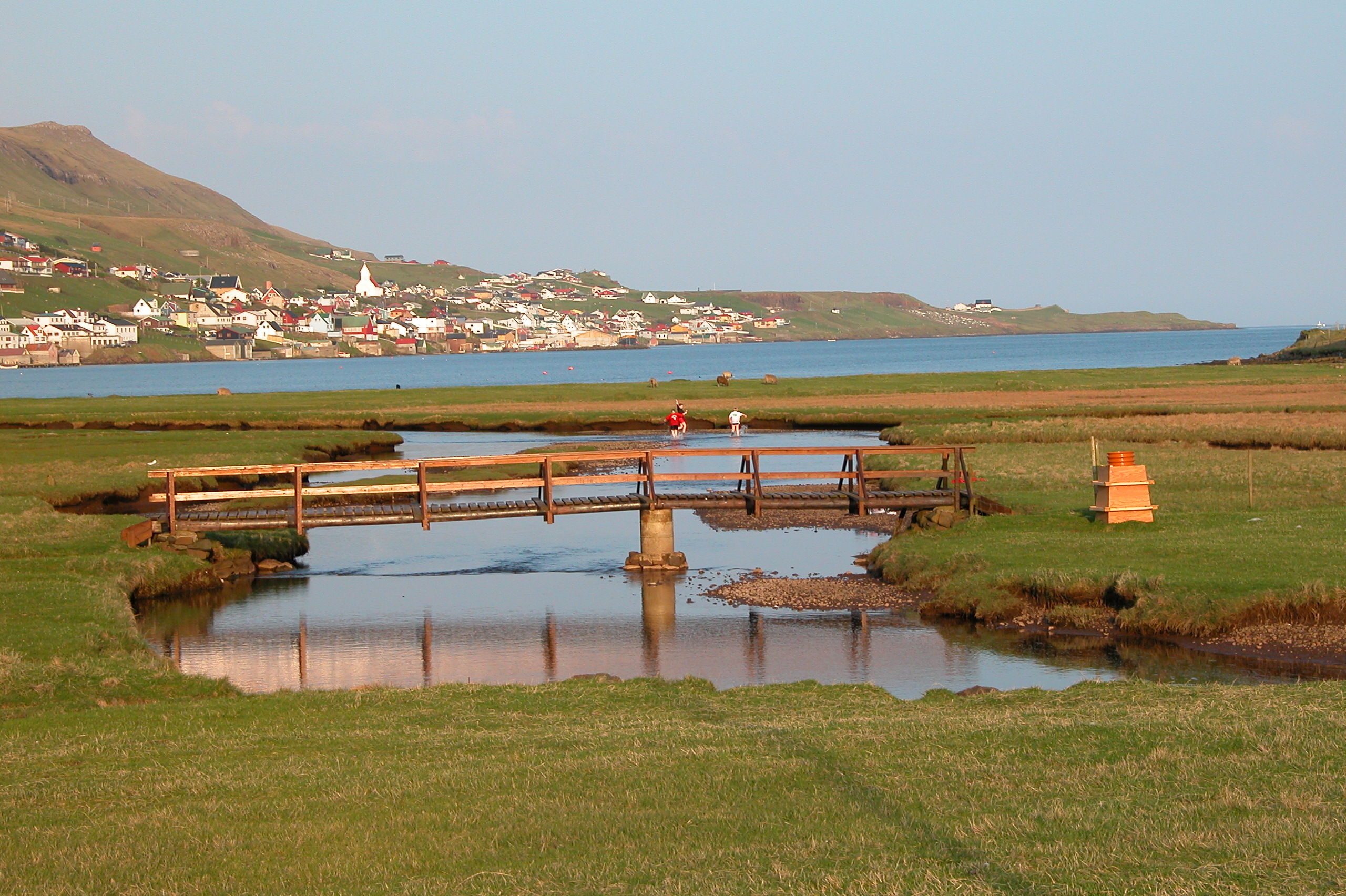
Trongisvágur
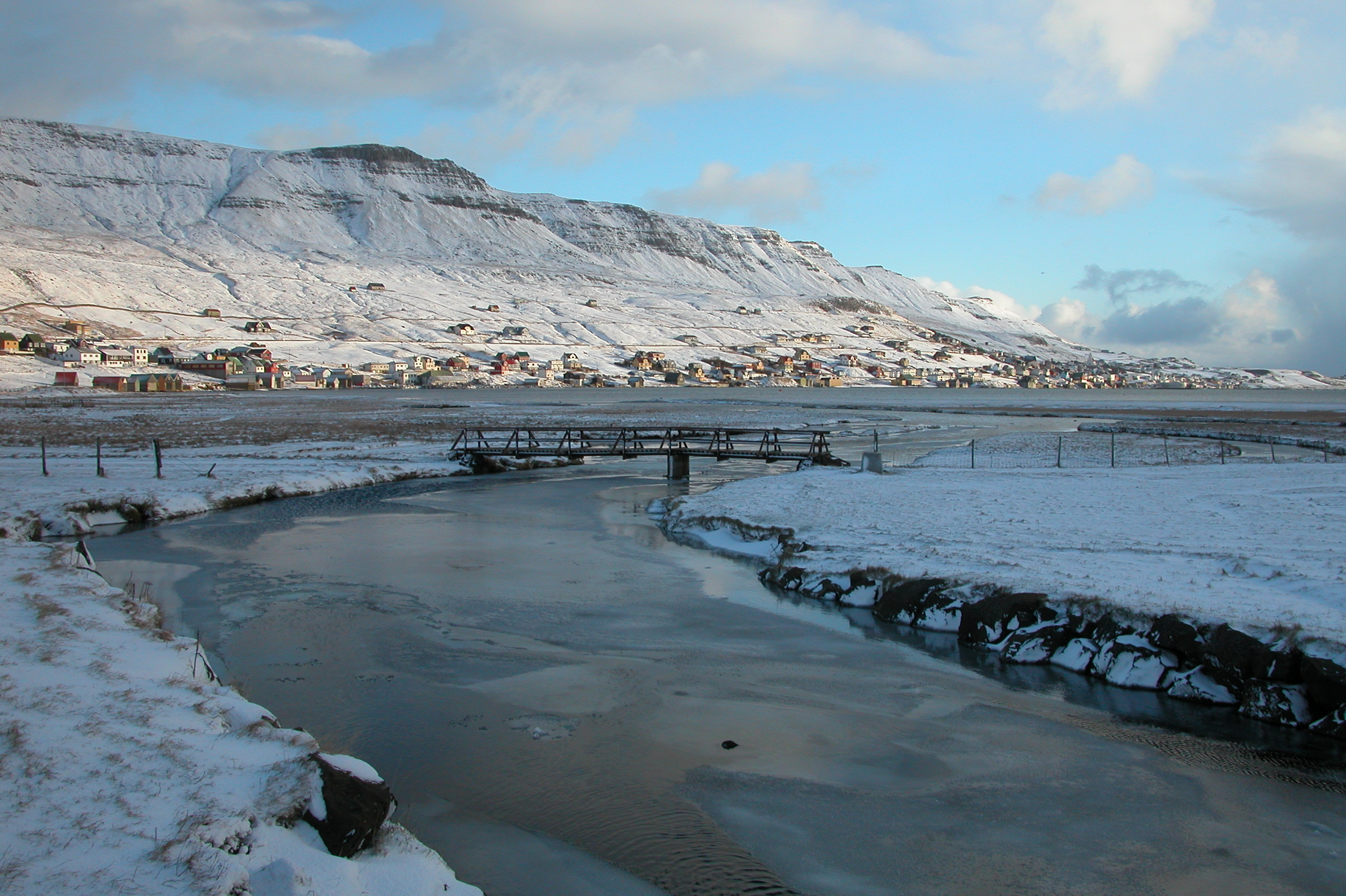
Trongisvágur
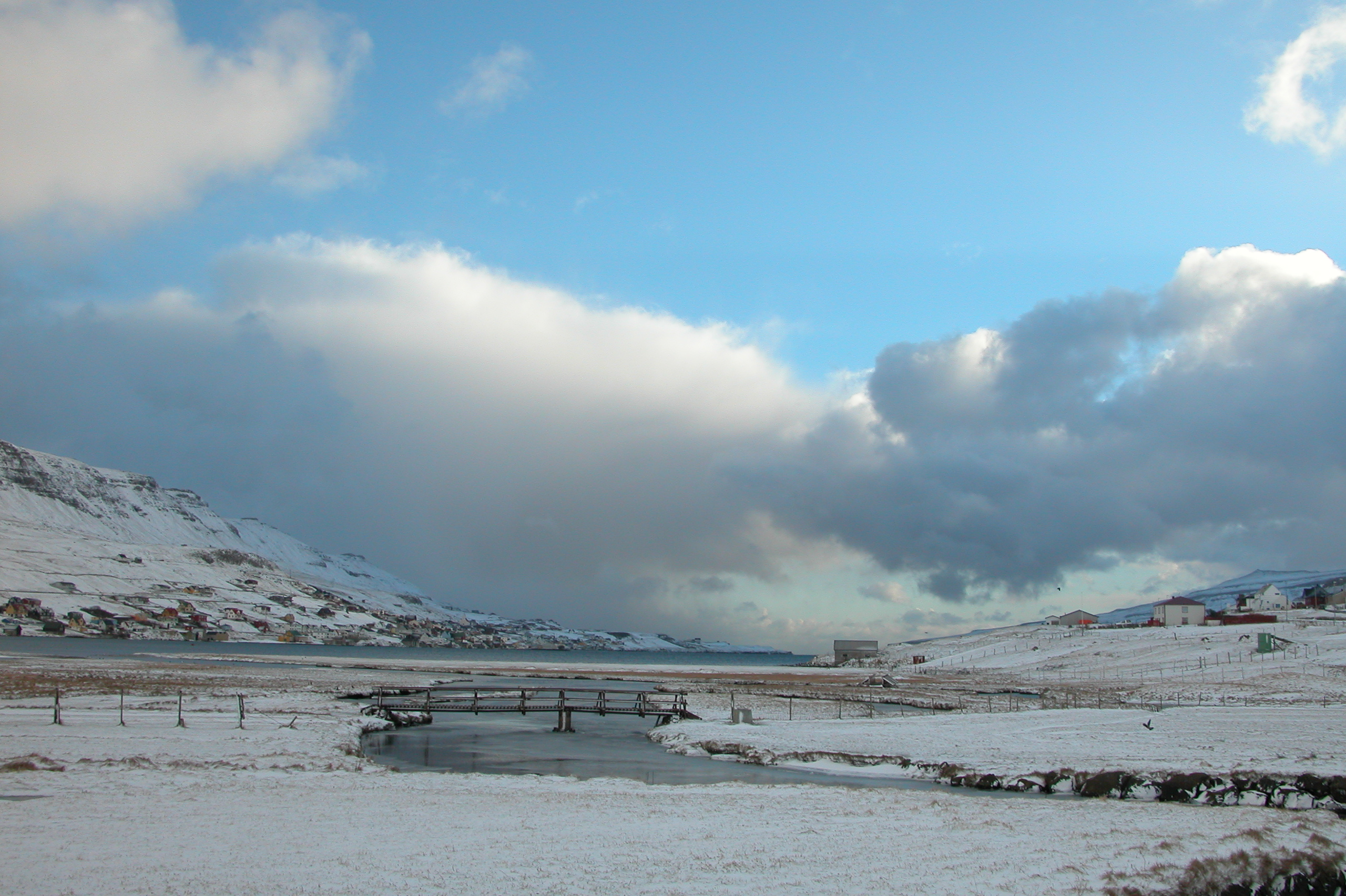
Winters beeld uit Trongisvágur

## Bron
- Faroeislands.dk: Tvøroyri Afbeeldingen en omschrijvingen van alle plaatsen op de Faeröer.